# Циклус (филм)
Циклус је српски хорор филм из 2024. године. Филм је премијерно приказан на 48. фестивалу филмског сценарија у Врњачкој Бањи.
Биоскопска дистрибуција се очекује током јесени 2024. године.

## Радња
Радња филма се заснива на причи која датира из 18. века а десила се у златиборском селу Мачкат: прича о проклетству једне породице у коју су дошли хајдуци који су на Ивањдан убили своје кумове, јер су их издали тиме што су шуровали с Турцима. Нису знали да су на тавану остали трудна жена пред порођај и две девојчице које су запаљене.
После тог догађаја, оне почињу као уходе да се појављују у селу. Сви мушки чланови породица, који су учествовали у том убиству, умиру несрећним случајевима на чудан начин. Радња прати два брата из куће главног харамбаше чији је отац такође страдао на чудан начин.

## Улоге
| Глумац           | Улога |
| ---------------- | ----- |
| Љубомир Бандовић |       |
| Петар Божовић    |       |
| Миодраг Крстовић |       |
| Горица Поповић   |       |
| Снежана Савић    |       |
| Небојша Дугалић  |       |
| Зоран Цвијановић |       |
| Иван Перковић    |       |
| Светозар Бабић   |       |